# Zamboanga Sibugay
Zamboanga Sibugay é um município de  primeira classe de renda da província (d) na província Península de Zamboanga, nas Filipinas. De acordo com o censo de 1 de maio  de  2020 possui uma população de 669 840 pessoas e 154 669 domicílios. A capital é Ipil. A província de Zamboanga Sibugay tem por vizinhas Zamboanga do Norte a norte, Zamboanga do Sul a leste e Cidade de Zamboanga a sudoeste. A sul fica a baía de Sibuguey no golfo de Moro. Zamboanga Sibugay foi criada em 2001.
Os idiomas locais são cebuano, chavacano, subanon, tausug, tagalo, e inglês.

## Subdivisões
Tem 16 municípios divididos em 389 barangays.
Municípios
- Alicia
- Buug
- Diplahan
- Imelda
- Ipil
- Kabasalan
- Mabuhay
- Malangas
- Naga
- Olutanga
- Payao
- Roseller Lim
- Siay
- Talusan
- Titay
- Tungawan